# Paco Tecla y Lafayette
Paco Tecla y Lafayette és una sèrie de còmics creada per Ramon Maria Casanyes. Va ser publicada per primera vegada el 19 de maig del 1986 al número 275 de la revista Mortadelo (segona època) de l'editorial Bruguera. Amb el tancament de l'editorial i la revista poques setmanes després, fet que va provocar que els autors que treballaven per Bruguera marxaren a publicar a noves revistes d'altres editorials, Paco Tecla y Lafayette va ser la sèrie elegida per capitanejar la revista Garibolo de la Compañía General de Ediciones. A aquesta revista, a banda de la creació de Casanyes, també trobàvem altres creadors Bruguera com Vázquez o Esegé. Amb el tancament de la CGE i Garibolo, Paco Tecla y Lafayette van publicar-se, per última vegada en la revista Guai!, en l'etapa de Tebeos SA.
A Alemanya es van publicar els dos primers àlbums amb el nom de Die Chaos Kids.

## Sinopsi
En Paco Tecla i En Lafayette són dos periodistes que treballen al periòdic Moquillo Express, si bé en realitat el Moquillo no és res més que la tapadora de La División, una organització secreta (al més pur estil T.I.A. de Mortadel·lo i Filemó) on nostres protagonistes treballen com agents secrets.
A ells els acompanyarà el geni Trosky, un geni que viu a una llàntia i que segons l'àlbum El caso de los juguetes diabólicos, serveix a Paco Tecla y a Lafayette d'ençà que aquestos li salvaren la vida.

## Aventures
- Trapicheo en Cairo - Publicada incompleta a la revista Mortadelo.
- El caso de los juguetes diabólicos - Publicada a Garibolo i posteriorment en àlbum.
- Bebitos como bidones - Publicada a Garibolo i posteriorment en àlbum.
- Odisea en el Cairo - Aquesta historieta no és res més que Trapicheo en el Cairo amb diferent nom i diverses vinyetes canviades. Es va publicar parcialment a Garibolo, publicant-se completa finalment a la revista Guai!, si bé algunes pàgines foren dibuixades per altre autor.
- El maletín negro - Publicada a Guai!. Dibuixada per altre autor, probablement, Esegé.
- El spray contaminador - Publicada a Guai!. Dibuixada per altre autor, probablement, Esegé.